# Juan Fermín de Aycinena y Aycinena
Juan Fermín de Aycinena y Aycinena (* 28. März 1838 in Guatemala-Stadt; † 10. Januar 1898 in Guatemala-Stadt) war ein guatemaltekischer Dichter.

## Leben
Juan Fermín de Aycinena entstammte einer der schillerndsten und einflussreichsten Familien des spätkolonialen und frühen unabhängigen Guatemala. Er war der Sohn des Juristen und Politikers Pedro de Aycinena y Piñol und der María Dolores de Aycinena y Micheo, die beide Enkel des Juan Fermín de Aycinena e Irigoyén, 1. Marqués de Aycinena, des Gründers und Inhabers des größten Handelshauses und reichsten Manns Zentralamerikas waren. Sein Onkel, der Titularbischof Dr. Juan José de Aycinena y Piñol, 3. Marqués de Aycinena, war die wohl einflussreichste Persönlichkeit innerhalb der katholischen Kirche und der konservativen Partei Guatemalas in den ersten Jahrzehnten nach der Unabhängigkeit. Aycinena war verheiratet mit María Antonia Payés, mit der er zwei Töchter hatte.
Juan Fermín de Aycinena besuchte die Privatschule des Juan de Urrutia y Zárate und das Jesuiten-Kolleg „Seminario Tridentino“ in Guatemala-Stadt und studierte anschließend Jura an der Universidad San Carlos de Guatemala. Nach Abschluss des Studiums war er als Rechtsanwalt und Notar in Guatemala-Stadt tätig.
Neben seiner juristischen Tätigkeit widmete sich Aycinena der Dichtung und schrieb auch Satiren, Dramen und Fabeln. Viele seiner Werke wurden unter verschiedenen Pseudonymen in den Zeitungen „El Porvenir“, „La Patria“, „La Fe“, „La Semana Católica“ und „La Republica“ veröffentlicht. Im Jahre 1887 war er einer der Initiatoren der Gründung der Guatemaltekischen Akademie für Sprache, der er anschließend bis zu seinem Tod angehörte.

## Werke (Auswahl)
- Oda a Pio IX (1877)
- Enfermomanía (1887)
- Adiutrici christianorum (1896)

| Personendaten    | Personendaten                       |
| ---------------- | ----------------------------------- |
| NAME             | Aycinena y Aycinena, Juan Fermín de |
| KURZBESCHREIBUNG | guatemaltekischer Dichter           |
| GEBURTSDATUM     | 28. März 1838                       |
| GEBURTSORT       | Guatemala-Stadt                     |
| STERBEDATUM      | 10. Januar 1898                     |
| STERBEORT        | Guatemala-Stadt                     |